# 累積債務
累積債務（るいせきさいむ、英: debt accumulation）は、返済能力から考えて過大に蓄積された（累積された）対外債務のこと。特に発展途上国が先進国から借り入れた資金が返済できないほど巨額になった対外債務をいう。

## 概要
累積債務蓄積の原因としては、構造的なものと、人為的・政策的な理由の複合によるものが挙げられるが、直接的な原因は発展途上国が先進国から資金を借りることである。累積債務を分類した場合、主に途上国援助への開発による「公的累積債務」と、中進国あるいは中規模開発国が先進開発国の商業銀行から受ける貸付による「商業的累積債務」がある。累積債務は、輸出が不調となり大幅な貿易赤字となることから世界経済に深刻な問題を引き起こす。累積債務問題の解決法としては、世界銀行や国際通貨基金などが債務返済を代行をすること、公的債務の返済をやめること、モラトリアム（商業債務を繰り延べること）などが挙げられる。